# Lvová
Lvová (do roku 1950 Lemberk, německy Lämberg) je vesnice, část města Jablonné v Podještědí v okrese Liberec. Nachází se asi tři kilometry severovýchodně od Jablonného v Podještědí. Lvová je také název katastrálního území o rozloze 5,73 km². Katastrální území Lvové je součástí Krajinné památkové zóny Lembersko a stojí v něm zámek Lemberk.

## Historie
První písemná zmínka o vesnici pochází z roku 1241.

## Obecní správa
Během integrace obcí v roce 1980 byla Lvová začleněna administrativně do městečka Jablonné v Podještědí a spolu s ním byla přesunuta k 1. lednu 2007 z okresu Česká Lípa do dopravně bližšího okresu Liberec.

### Osady
Součástí Lvové jsou následující osady:
- Kněžičky (něm. Kleinherrndorf, resp. Kleinhirndorf)
- Židovice (něm. Jüdendorf)
- Zpěvná (něm. Vogelgesang, resp. Vogelsang)
- Kunová (též Kunov či Kunvald,[3] něm. Kunwalde, resp. Kunwalden nebo Kunewalden) – již téměř zaniklá osada,[7] z níž po devastaci v poválečném období zůstaly pouze dvě stavby (domy če. 26 a 27), dříve k ní ovšem náležel mimo jiné velký panský dvůr, jejž doposud připomíná zarostlé rumiště v lukách (50°46′43″ s. š., 14°48′9″ v. d.).

## Doprava

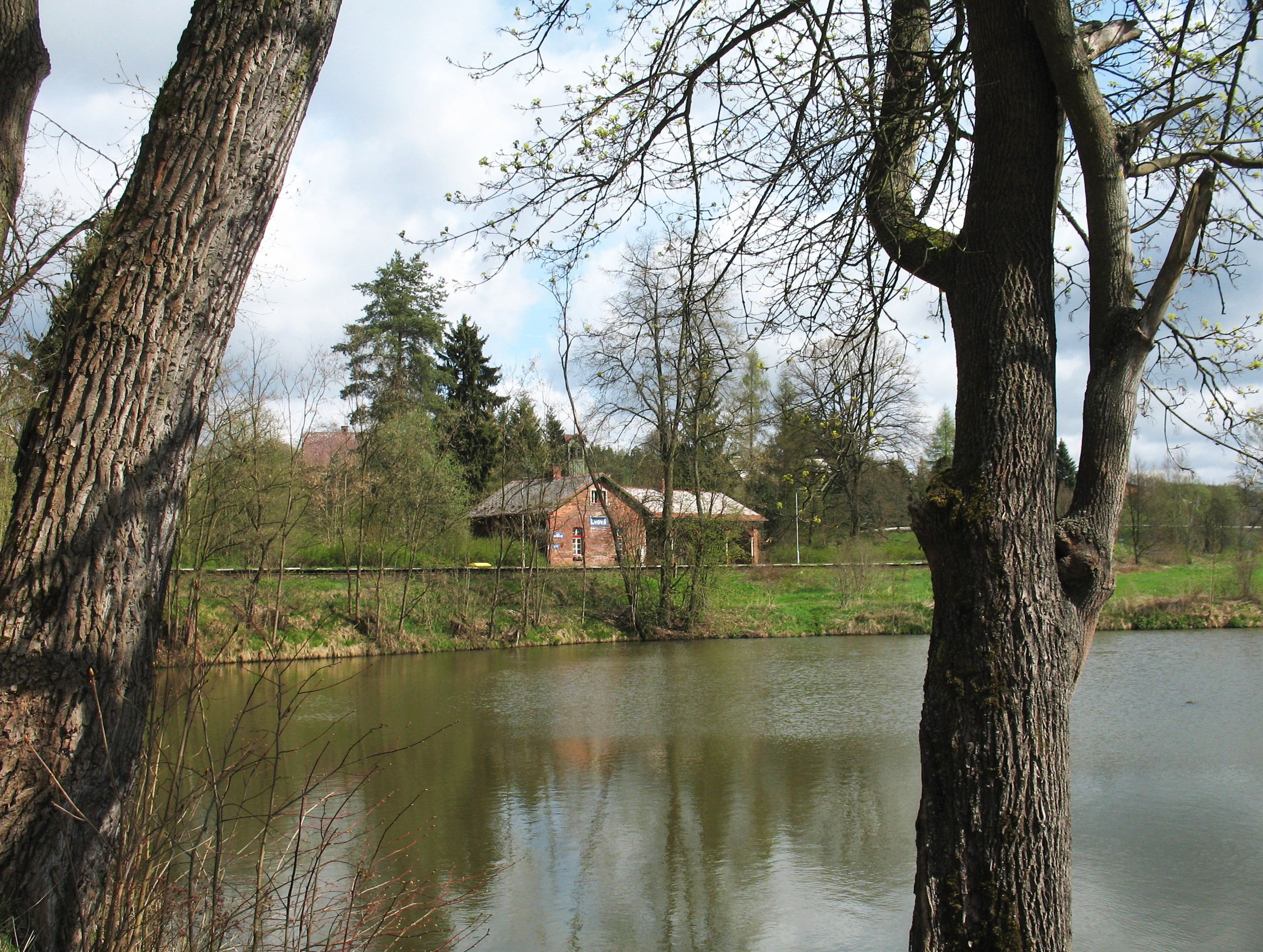
Pohled ke vsi přes Dvorní rybník od cesty, vedoucí na Lemberk

Celou obec protíná od západu na východ silnice I/13, součást evropské silnice E442. Z této silnice je v obci krátká odbočka na záchytné parkoviště pod Lemberkem. Parkoviště je zbudováno u obvodových zdí někdejšího historického hospodářského dvora. V obci zastavují spoje autobusových dopravců ČSAD Liberec, ČSAD Česká Lípa a BusLine.
Zčásti souběžně se silnicí vede železniční trať 086 z Liberce do České Lípy. Ve Lvové je malá železniční zastávka, od cesty na Lemberku ji zčásti odděluje Dvorní rybník. Dle jízdního řádu 2021/2022 byla železniční zastávka Lvová denně obsluhována deseti páry osobních vlaků, provozovaných dopravcem České dráhy.
Do obce vede zeleně značená turistická trasa z Jablonného v Podještědí přes Markvartice a dále kolem Zdislaviny studánky, kaple Nejsvětější Trojice, Bredovského letohrádku a zámku Lemberk.

## Pamětihodnosti

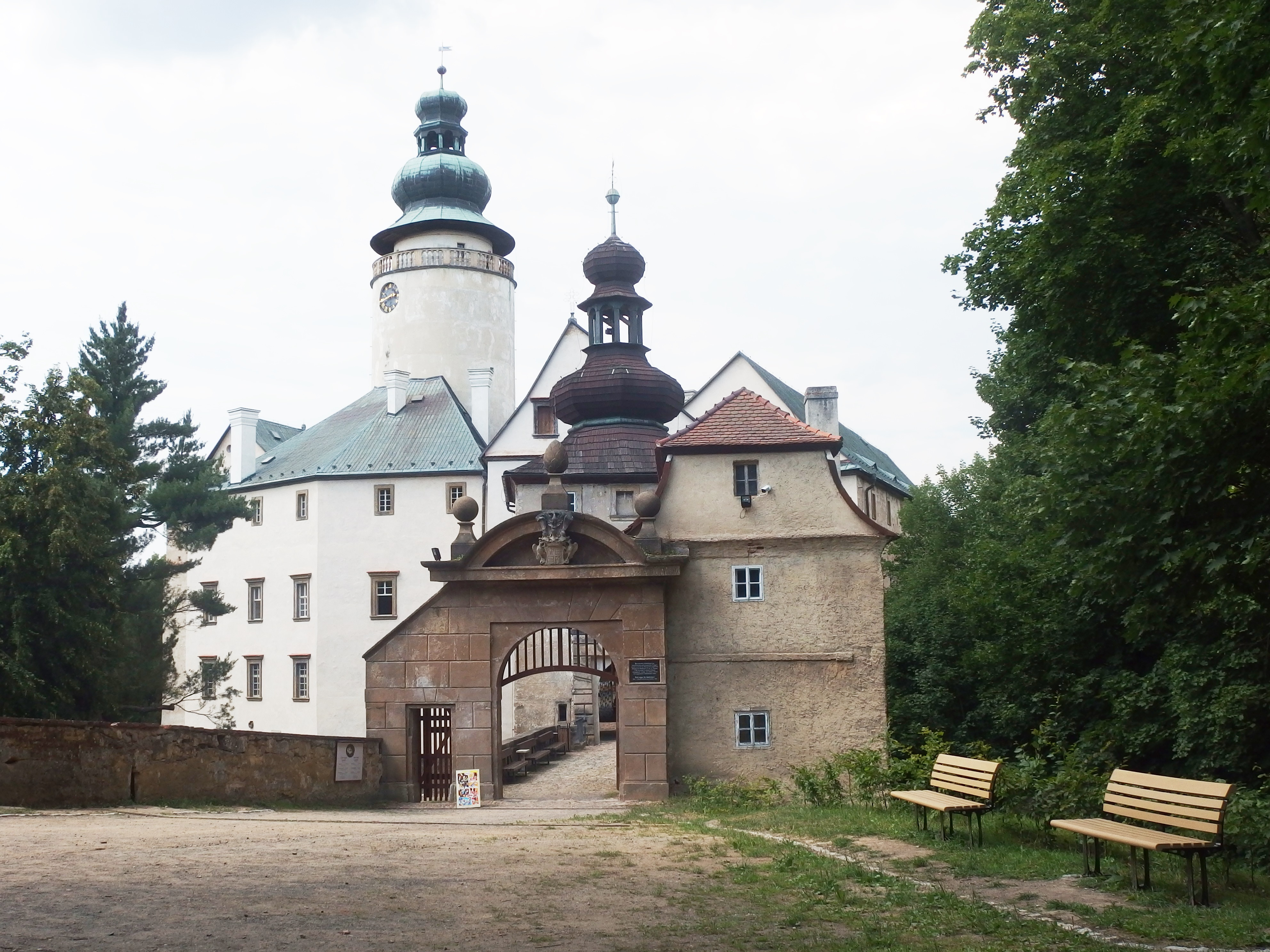
Zámek Lemberk

Na návrší na katastru Lvové je zámek Lemberk a v jeho sousedství Bredovský letohrádek a navazující státem chráněná lipová alej. Památkově chráněno je i především hospodářské zázemí Lemberka (torzo zámeckého hospodářského dvora čp. 21, bývalá pivovarská restaurace če. 9, sýpka na parcele st. 18, někdejší kovárna čp. 4, šatlava če. 1, škola če. 3 a 4) a několik zděných i hrázděných lidových staveb v osadě při Lemberku (pozoruhodné hrázděné domy če. 7 a 8, chalupa če. 5, bývalý restaurant čp. 5), v Židovicích (dům čp. 47) a Kněžičkách (chalupy če. 11 a čp. 12). Celá řada dalších podobných chalup ve Lvové a jejích osadách oficiální památkovou ochranu nemá. V Židovicích a Kněžičkách jsou nadto chráněna pískovcová boží muka.